# 德倫特阿河國家公園

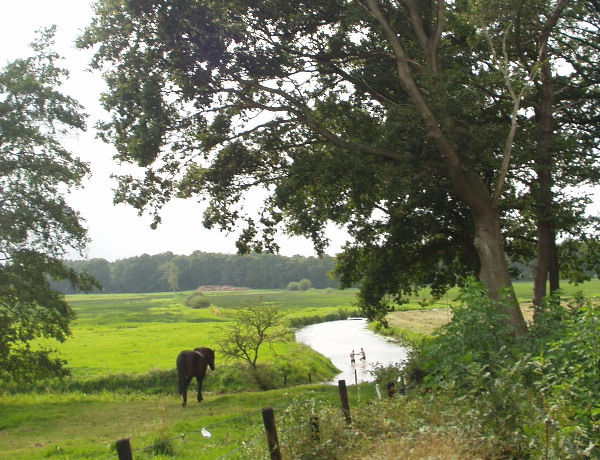

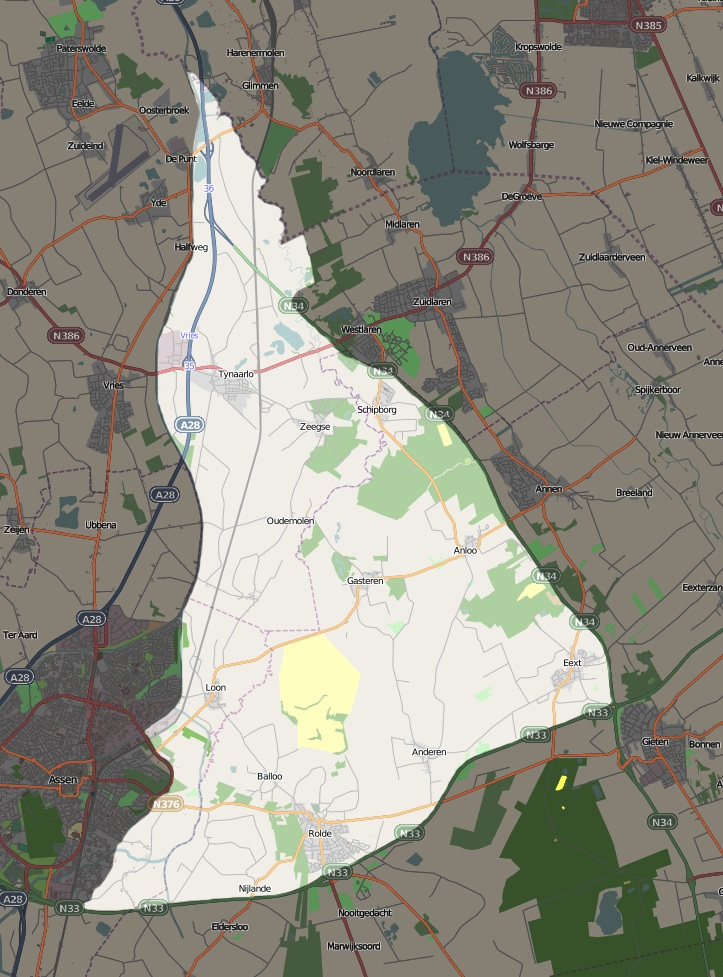

53°3′N 6°39′E / 53.050°N 6.650°E
德倫特阿河國家公園（荷蘭語：Nationaal Park Drentsche Aa）是荷蘭的國家公園，位於該國北部德倫特省，鄰近阿森，成立於2002年，面積105.8平方公里，每年遊客約五十萬人次。